# Middleton (New Hampshire)
Middleton – miasto w Stanach Zjednoczonych, w stanie New Hampshire, w hrabstwie Strafford.